# René Maltête
« Maltête » redirige ici. Pour l’article homophone, voir Maltaite.
René Maltête, né le 8 mai 1930 à Lamballe (Côtes-d'Armor) et mort le 28 novembre 2000 à La Ferté-Villeneuil (Eure-et-Loir), est un photographe français. Il a la particularité est de fixer sur sa pellicule des images insolites et humoristiques. Il a aussi publié des recueils de poèmes.

## Biographie
René Maltête commence à prendre des photos dès l’âge de 16 ans.
En 1951, il « monte » à Paris pour être assistant-réalisateur et se retrouve, en 1952, assistant-metteur-en-scène-stagiaire de Jacques Tati et de Claude Barma, mais il est déçu : "Sur le plateau, mon rôle se bornait le plus souvent à porter les sandwiches" et décide de se lancer dans la photographie. Les temps sont durs, il doit pratiquer plusieurs petits métiers pour subsister.
En 1958, il intègre l'agence photographique Rapho.
En 1960, il réussit à faire publier son livre Paris des rues et des chansons, avec des textes de Jacques Prévert, Boris Vian, Georges Brassens, Charles Trenet, Pierre Mac Orlan. D’autres livres suivront.
Photographe vagabond, poète, humoriste, écologiste avant l'heure, René Maltête avait le talent de piéger avec son objectif des situations insolites de notre vie quotidienne.
Drôles, poétiques, tendres, les photos de René Maltête ont été publiées dans la presse du monde entier, Stern, Life, Epoca, Camera, Asahi Camera, Punch, et de nombreuses expositions et cartes postales ont contribué à populariser son œuvre.
Il vit à Vert-en-Drouais où il s'est fait construire une maison.
René Maltête est mort le 28 novembre 2000. Il est inhumé à La Ferté-Villeneuil, Eure-et-Loir.

## Œuvres photographiques
Ses photos sont basées sur l'incongru avec un décalage inattendu, le trait d'humour est constamment présent, mais bien plus qu'une simple image, on y trouve une réflexion philosophique.
On peut, par exemple sur une des créations, voir en premier plan un panneau indiquant des travaux et en deuxième plan, un homme endormi sur un tas de sable. Ou bien, sur une autre photographie, un joueur d'échecs face à un grand miroir, donnant l'impression qu'il joue avec sa propre image comme adversaire (plaisir solitaire).
- Quelques images de René Maltête

## Ouvrages poétiques
- Paris des Rues et des Chansons, Édition du Pont Royal, Paris, 1960 ;
- Intervention à cœur ouvert, 1962, Éditions Grassin ;
- Au petit bonheur la France, Éditions Hachette, Paris, 1965 ;
- Graines pour les sans jardin, 1980, Éditions Firmin-Didot ;
- Scribouillages, 1985, chez Plessier. Poèmes et photos ;
- Cent poèmes pour la paix, 1987, Éditions Le Cherche midi (préface de Bernard Clavel, couverture de Roland Topor) ;
- 100 poèmes pour l'écologie, 1991, Éditions Le Cherche midi (préface d'Hubert Reeves) ;
- À quoi ça rime ?, 1995, Éditions Donner à voir. Poèmes et photos ;
- Des yeux plein les poches, 2003, Éditions Glénat  (ISBN 2723442489).
- René Maltête - Inventaire poétique, Paris, Éditions du Chêne, 2021, 372 p. (ISBN 2812320974)[5]